# São João Baptista (Entroncamento)
São João Baptista ist eine Gemeinde (Freguesia) im portugiesischen Kreis Entroncamento. In ihr leben 7292 Einwohner (Stand 19. April 2021).